# Golf Club de Chamonix
De Golf Club de Chamonix is een Franse golfclub ten noorden van de Franse stad Chamonix-Mont-Blanc.
De baan werd ontworpen door Robert Trent Jones. In 1934 waren er vier holes bespeelbaar en werd de club geopend. In 1935 werd er uitgebreid naar 9 holes.
In 1972 werd besloten de baan uit te breiden tot 18 holes. In 1982 werd de 18-holes par-72 baan geopend.